# Éco-industrie
Une éco-industrie est une industrie travaillant directement dans le secteur des équipements liés à l'environnement (eau, déchets, air, sol...) et produisant des biens ou des services tout en ayant pour objectif de diminuer la pollution (en) et de protéger l'environnement. Pour y parvenir, ces industries exploitent :
- les technologies de production d'énergies renouvelables
- les technologies d'économies d'énergie (isolation, matériaux)
- les technologies de recyclage des déchets

## Histoire des éco-industries
L’éco-industrie fait son apparition au Danemark, à Kalundborg avec une centrale électrique à charbon, dans les années 1960. C’est seulement dans les années 1990 que le phénomène prend de l’ampleur aux États-Unis. Le premier Écopôle d'Île-de-France a été créé dans la ville de Sénart en 2005,. 

## Les technologies de production d’énergies renouvelables

### Coût de l’énergie industrielle
La facture énergétique est susceptible de représenter une part importante des charges d’exploitation des entreprises. Cette part varie selon le domaine d’exploitation et peut représenter, par exemple, jusqu’à 75 % pour les secteurs chimique, agroalimentaire, papetier ou sidérurgique.  
Selon l’Agence internationale de l’énergie, la demande en énergie pourrait augmenter de 45% d’ici 2030. Cette augmentation est due au développement démographique et l’industrialisation de pays émergents tels que la Chine et l’Inde. Environ 66% de l’électricité mondiale est produite à partir de combustibles fossiles et 33% provenant d’énergie renouvelable. Cependant les ressources fossiles deviennent de plus en plus rares. Leur raréfaction engendre donc une augmentation des prix de l’énergie. La production d’énergies fossiles avec le pétrole, le charbon et gaz constitue plus de 80% de la production totale d’énergie primaire dans le monde.  
Cependant, ces réserves n’étant pas inépuisables le pétrole pourrait arriver à épuisement d'ici 2050, le gaz d'ici 2072, le charbon en 2158 et l'uranium en 2040. La première solution permettant d’anticiper la disparition totale des énergies fossiles est leur préservation. L’une des solutions pour y parvenir est de développer des systèmes basés sur l’exploitation d’énergies renouvelables.

### Les énergies renouvelables
Les énergies renouvelables sont des énergies fournies par différentes sources que la nature renouvelle continuellement telles que le soleil, le vent, l’eau, la croissance végétale. Ce renouvellement naturel est presque instantané pour pouvoir les considérer comme inépuisables. 
On les appelle également « énergies vertes » ou encore « énergies propres », ce qui est dû au fait que leur utilisation n’engendre pas, voire très peu, de déchets et d’émissions polluantes pour l’environnement. Ainsi, ces énergies jouent un rôle important dans la lutte contre les émissions de gaz à effet de serre et les rejets de dioxyde de carbone dans l’atmosphère. Ces énergies sont considérées comme inépuisables, elles sont donc opposées aux énergies non-renouvelables, par définition sont épuisables et donc plus rare à force d’être utilisées telles que le pétrole, le charbon, gaz naturel. Les deux principales sources naturelles à l’origine des énergies renouvelables sont le soleil et la Terre. En effet, grâce à ses rayonnements qui transportent de l’énergie, le soleil est à l’origine du cycle de l’eau, des marées, du vent et de la croissance des végétaux. Tandis que pour la Terre, l’origine des énergies renouvelables provient de la chaleur venant du noyau interne situé en son centre où les températures atteignent plus de 5 000 °C. Cette chaleur rayonne et remonte lentement vers la surface. Elle provient également des éléments radioactifs (thorium, uranium, potassium) présents à l’état naturel et en grande quantité dans les roches de la croûte terrestre et du manteau supérieur de la Terre. En se désintégrant naturellement, ces éléments libèrent de la chaleur.   
De ce fait, les principales énergies renouvelables sont les suivantes : le solaire, hydraulique, éolienne, géothermique, biomasse. L’intégration des énergies renouvelables dans le monde est déjà répandue. En effet, cette intégration garantie une réduction des émissions de gaz à effet de serre, des gains opérationnels et économiques. En les intégrant dans l’industrie, l’objectif est de réduire leur empreinte carbone et diminuer leur dépendance par rapport aux énergies non renouvelables.   

### Les technologies selon le type de production
Pour augmenter la part de production d’énergies renouvelables pour l’autoproduction de chaleur et d’électricité, il existe des technologies répertoriées en trois classes : les technologies fournissant de la chaleur basse température (<150 °C), celles apportant de la chaleur dite haute température (>150 °C), et les technologies permettant de produire de l’électricité. 
| Technologies de production d’énergies renouvelables en industrie            | Technologies de production d’énergies renouvelables en industrie | Technologies de production d’énergies renouvelables en industrie |
| --------------------------------------------------------------------------- | ---------------------------------------------------------------- | ---------------------------------------------------------------- |
| Fournisseur de chaleur basse température                                    | Fournisseur de chaleur haute température                         | Productrice d’électricité                                        |
| Géothermie : Pompe à chaleur classique et pompe à chaleur haute température | Géothermie                                                       | Solaire photovoltaïque                                           |
| Récupération sur buées de séchage                                           | Récupération sur buées de séchage                                | Éoliennes                                                        |
| Solaire thermique : machine frigorifique                                    | Solaire thermique                                                | Unité de cogénération de biomasse ou de biogaz                   |
| Solaire thermique à concentration                                           | Éoliennes                                                        |                                                                  |
| Biomasse et Biogaz                                                          | Biogaz, biomasse                                                 |                                                                  |
|                                                                             | Solaire photovoltaïque                                           |                                                                  |

Une fois intégrées en industrie, les technologies fournissant de la chaleur basse température sont principalement utilisées pour produire de l’eau chaude sanitaire, pour augmenter la température dans les locaux présents sur le site d’exploitation ou pour des procédés industriels à basse température (tels que dans l’agroalimentaire). On retrouve les technologies fournissant de la chaleur haute température dans les secteurs de la métallurgie, de la chimie ou du verre.

## Les technologies d'économies d'énergie

### L’utilisation de l’énergie
L’énergie est utilisée pour la fabrication industrielle de biens de consommation ou de matériaux. De plus, la consommation d’énergie nécessaire à la fabrication dépend de deux facteurs : la quantité à produire et l’énergie dépensée pour une unité de ce bien ou des matériaux. 
On distingue plusieurs cas : 
- Pour des matériaux bruts, on rapporte directement la consommation d’énergie à la masse produite ; on parle alors de contenu énergétique, exprimé en kilowattheures (kWh).   
-Pour un bien d’équipement (tels qu'un meuble ou une automobile), il met en jeu plusieurs matériaux qui peuvent être soient transportés, transformés, façonnés et assemblés. On ne se réfère alors plus directement à son contenu énergétique mais à son intensité énergétique, qui représente la valeur monétaire du bien. Par exemple, pour le montage d’une voiture, cette intensité énergétique est de 0,2 kWh/€ en moyenne en France.  

### Les principes des technologies d’économie d’énergie
La diminution de la consommation d’énergie dans l’industrie repose sur trois facteurs, généralement combinées : 
- Une baisse, à modes de production constants, des quantités produites,
- Un changement structurel privilégiant l’assemblage de produits à forte valeur ajoutée plutôt que la fabrication de matériaux bruts consommateurs d’énergie (transfert d’activité de l’industrie lourde vers l’industrie secondaire),
- Une amélioration des procédés de production des matériaux bruts diminuant leur contenu énergétique, ou des procédés de production des produits intermédiaires ou finis.

Lorsque l'on analyse l’évolution de la consommation d’énergie, il faut distinguer ces différents facteurs. Par exemple, une baisse de l’intensité énergétique peut aussi bien s’expliquer par un important effort d’efficacité énergétique dans les processus industriels que par la délocalisation à l’étranger des industries les plus gourmandes en énergie (avec des conséquences très différentes pour l’économie et la société). 
Si le progrès technique s’accompagne partout d’une baisse tendancielle de l’intensité énergétique, l’évolution de la consommation d’énergie de l’industrie dépend quant à elle, dans chaque pays, des choix de politique industrielle de celui-ci, tant au niveau de l’orientation de sa production que des efforts pour en accroître l’efficacité. 
Par conséquent, la diminution de la consommation d’énergie précédemment utilisée dans l’industrie provient de : 
- La baisse de la production industrielle
- Amélioration des procédés de productions
- Les efforts d’efficacité énergétique

Malgré une forte diminution de la consommation d’énergie, il reste toutefois, plusieurs axes supplémentaires ayant un potentiel élevé en économies d’énergie. Ils concernent notamment l’efficacité énergétique accrue des équipements utilisés dans les chaînes de fabrication ou en support des installations industrielles. On parle alors d'une économie transverse (car commune aux différents secteurs industriels), d’améliorations spécifiques des processus de production les plus consommateurs d’énergie, et d’une réduction du contenu énergétique des matériaux par un renforcement du recyclage. Par exemple, l'amélioration des moteurs, de l’éclairage et des chaufferies contribue dans tous les secteurs à un potentiel d’économies transverses conséquent. Une étude du Ceren montre qu’une grande partie de ce potentiel est mobilisable avec un temps de retour inférieur à trois ans.  Par exemple, les moteurs électriques de toute nature ont requis 90 TWh en 2010. Cette consommation pourrait être diminuée de 31 TWh, les deux tiers de cette économie étant mobilisable avec un temps de retour sur investissement inférieur à 3 ans. 
Ces potentiels d’énergie sont accompagnés par des axes d’économies spécifiques rendues possibles à travers l’amélioration des processus, secteur par secteur. L’évaluation des économies est basée sur la comparaison de l’intensité énergétique moyenne d’une production donnée en France avec celle de l’usine la plus performante, ailleurs dans le monde. 
| Contenu énergétique (kWh/t)        | En France | Meilleure pratique ailleurs |
| ---------------------------------- | --------- | --------------------------- |
| Acier de haut fourneau             | 6300      | 4900                        |
| Acier issu de ferrailles recyclées | 1900      | 1000                        |
| Aluminium primaire                 | 31500     | 25600                       |
| Aluminium recyclé                  | 1500      | 950                         |
| Papier                             | 10500     | 7000                        |
| Papier recyclé                     | 3300      | 1630                        |
| Ciment                             | 1300      | 700                         |

L’analyse de ce tableau permet d’affirmer qu’il existe un gisement d’économie d’énergie dans chaque secteur. La valorisation des déchets et leur recyclage augmentent le potentiel d’économie d’énergie. En effet, on constate que le contenu énergétique des matériaux recyclés est largement inférieur à celui de ses premières productions. Néanmoins, ce gisement n'est que partiellement exploité. Cela s’explique principalement par des taux de collecte des matériaux insuffisants, et des taux de recyclage encore assez faibles. Même s’ils progressent, ils restent loin du potentiel de recyclage maximal estimé pour chacun des matériaux (qui dépend de différentes limites sur la qualité des matériaux).
|               | Taux de collecte en 2010 | Taux de recyclage en 2010 | Potentiel de recyclage |
| ------------- | ------------------------ | ------------------------- | ---------------------- |
| Acier         | 74%                      | 52%                       | 90%                    |
| Aluminium     | 44%                      | 37%                       | 86%                    |
| Verre         | 35%                      | 35%                       | 90%                    |
| Plastiques    | 15%                      | 4,5%                      | 30%                    |
| Papier carton | 70%                      | 60%                       | 80%                    |

Cependant, même si le fait d’utiliser des matériaux recyclés a un intérêt évident au niveau énergétique, il ne faut pas négliger l’aspect économique. En effet, il est généralement moins cher d’utiliser une matière première neuve plutôt que de mettre en place un système de collecte et d’investir dans de nouvelles unités de fabrication permettant le réemploi de matières à recycler. Il peut aussi y avoir une contrainte au niveau structurel. En effet, l’utilisation de certains matériaux recyclés peut parfois nécessiter un équipement spécial.  
Au-delà de l’important gisement d’économies d’énergie résidant dans une plus grande efficacité de la production industrielle, la consommation d’énergie de l’industrie peut aussi diminuer grâce à une baisse de la production dans certains secteurs, par la réduction des gaspillages. On peut en particulier penser aux suremballages très souvent employés dans l’industrie agro-alimentaire, sans justification de conservation des aliments. 

## Les technologies de recyclage des déchets

### Méthodes de gestion des déchets d’une éco-industrie
Lors d’une production de déchet les éco-industries utilisent différentes méthodes pour exploiter le potentiel de chaque déchet : 
- Recyclage : Il permet de réutiliser certains déchets comme le verre, le plastique ou encore le papier par le biais d’un traitement industriel. Le plus souvent par la refonte, ce processus limite la consommation de matière première et évite donc l’épuisement des ressources. Cependant, les technologies de recyclage sont assez couteuses.
- Traitement des eaux usées : Cette méthode permet de dépolluer les eaux utilisées dans les processus industriels avant soit son retour dans le milieu naturel, soit sa réutilisation. Elle est généralement exécutée dans une centrale de traitement des eaux usées, appelé aussi station d’épuration. Ceci permet de réduire l’utilisation d’eau, certaines éco-industries peuvent fonctionner en cycle fermé.
- Valorisation de matière organique (compost, méthanisation) : Il s’agit de la décomposition des déchets organiques par des microbes. Ce processus entraine des émanations de méthane et la matière organique est riche en nutriment. Le méthane est utilisé pour produire de l’énergie dans des méthaniseurs et la matière organique peut être utilisée comme compost dans les cultures, améliorant ainsi la fertilité des sols.
- Valorisation énergétique (incinération des déchets avec production de chaleur) : L’incinération consiste à bruler les déchets, la chaleur produite permet de faire tourner des turbines et ainsi produire de l’énergie. Cette méthode est réalisée dans un incinérateur de déchets. Lors de l’incinération, des gaz et des cendres toxiques sont également produits, il faut donc faire attention  à la dangerosité des déchets brulés. L’utilisation de filtres permet de contrôler le niveau de pollution de l’air. Cette méthode est assez peu couteuse et permet de réduire le volume des déchets d’environ 90%.
- Élimination par enfouissement : Il s’agit du déversement des déchets dans un site d’enfouissement. La base du site est constituée d’un revêtement qui sert de barrière entre les déchets et les sols évitant ainsi le risque de déversement de produits toxiques dans les eaux souterraines. Les sols non poreux sont préférés pour atténuer les fuites accidentelles. Les sites d’enfouissement, ou décharges sont le plus souvent aménagées dans des endroits où le niveau de la nappe phréatique est bas.

Ces actions peuvent être réalisées au sein même de l’éco-industrie, notamment avec un centre de tri ou une centrale de traitement des eaux usées (station d’épuration) mais elles peuvent également être réalisé par un prestataire extérieur. 
Chaque déchet à sa propre technique pour être réutilisé, l’éco-industrie doit donc s’adapter en fonction de sa production et de son activité. 

### L’éco-conception etéconomie circulaire
Un pôle éco-industrie doit être respectueux de l’environnement, c’est pour cela qu’il suit généralement la notion d’écologie industrielle et territoriale (EIT). C’est un mode d’organisation inter-entreprise qui repose sur le concept d’économie circulaire. L’écologie industrielle et territoriale suit les mêmes perspectives que le développement durable, notamment en termes de gestion des déchets et de réduction de la pollution. An niveau industriel, ceci se traduit par des échanges de flux de matières, d’eau ou d’énergie au sein des différentes industries. C’est une mutualisation des besoins qui peuvent être : matériel (infrastructure, équipements…), en service (gestion collective des déchets, achats groupés, déplacement inter-entreprise…) ou de compétences spécifiques. Pour ce faire, la notion d’éco-conception des produits est d’une importance primordiale dans la stratégie de l’entreprise ou du pôle d’entreprises. Ceci consiste à prendre en compte l’intégralité du cycle de vie de l’objet dès la conception. Afin de maitriser les émissions des gaz à effet de serre de toutes les étapes du cycle de vie, la quantité de matières premières utilisées, la performance énergétique des processus de fabrication, les transports de ce produit jusqu’à sa fin de vie (traitement, revalorisation).  
L’éco-conception ne s’arrête pas uniquement à la réduction des impacts environnementaux, c’est aussi une réflexion sur la démarche à adopter pour repenser son produit, sa fonctionnalité, son usage et l’organisation du modèle économique de l’industrie. 
Même si l’éco-conception va réduire au maximum la production de déchets, le zéro-déchets est difficile voire impossible à atteindre pour certaines industries. C’est pour cela que la gestion des déchets est un pilier de l’économie circulaire, concept suivi par les éco-industries. Il existe alors 2 axes d’interventions pour agir sur cette gestion des déchets : 
- Les mesures préventives, qui comportent l’ensemble des actions prises en amont de la fabrication d’un déchet pour éviter leur production, diminuer leur quantité ou encore favoriser leur réemploi. Cette mesure est valorisée lors de la création d’un pôle éco-industrie.
- Les mesures curatives, qui rassemble toutes les opérations effectuées en aval de la production à savoir, le tri, le stockage, le transport, la collecte ou encore le traitement. Cette option est utilisée lors d’une amélioration d’un pôle existant.

De ce fait, les déchets qui sont normalement vus comme étant négatif par son producteur peuvent se transformer en opportunités économique et représenter une valeur par leur réemploi, leur recyclage ou leur valorisation. Pour réaliser correctement la gestion des déchets il faut être en mesure de : 
- Identifier et caractériser les flux de matières au sein du pôle
- Recenser les modes de gestion pour chacune de ces matières
- Valider la conformité réglementaire
- Identifier des pistes de valorisation
- Mettre en œuvre des actions de prévention des déchets (éco-conception…)
- Développer de nouvelles filières de valorisation (études, projets d’innovation...)

## L’éco-industrie en France
Le marché des éco-industries en France est, selon les données du BIPE, de l'ordre de 150 milliards de francs en 1999, dont plus de la moitié dans le domaine de l'eau, et 27 % dans le secteur des déchets.
En 2017, la consommation d’énergie de l’industrie correspond à 1/5 de la consommation finale d’énergie en France. Le gaz et l’électricité sont les plus utilisés et ils constituent 2/3 de la consommation d’énergies. 
De plus, le secteur de l’industrie se situe à la troisième place au niveau des secteurs les plus consommateurs d’énergies, derrière le secteur résidentiel-tertiaire et les transports. 
Les 5 filières les plus consommatrices d’énergie en France sont les suivantes : 
- L’industrie du papier et carton
- L’industrie agro-alimentaire
- L’industrie du caoutchouc, plastique, et autres produits minéraux non métalliques
- La métallurgie
- L’industrie chimique

La première source de réduction de la consommation d’énergie en France est due à plusieurs paramètres, le premier étant la baisse de la production industrielle, et le second est l’amélioration de l’intensité énergétique du secteur. Ceci est principalement dû aux innovations technologiques dans les appareils de production qui ont permis la réduction de la consommation d’énergie. Les innovations technologiques dans les appareils de production ont en effet permis de réduire la consommation d’énergie. 
En France, les consommations d’énergie de l’industrie ont diminué de 40 % en 40 ans. Ceci est principalement dû à des actions de maîtrise des consommations plus importantes que dans les autres secteurs. Cependant, on peut penser que les solutions “les plus simples et économiques” ont déjà été exploités, et que par conséquent, il ne resterait que des solutions difficiles et très coûteuses. Or, il reste des gisements d’économies d’énergies qui n’ont pas un coup très élevé.

## Parc éco-industriel
Un parc éco-industriel, aussi appelé écopôle est une zone où les entreprises coopèrent pour optimiser l’usage des ressources. Les déchets de l'une servent de matière première ou bien d'énergie à une autre. Cette synergie entre les industriels apporte des bénéfices économiques et contribue au développement durable. Un écopôle comporte généralement un système de gestion des déchets et un système de production d’énergie. Parmi les parcs éco-industriels, on retrouve :
- Le parc de Tianjin, en Chine
- Le parc de Kalundborg, au Danemark
- Le port de Rotterdam, aux Pays-Bas
- Le parc de Pomacle-Bazancourt, dans l’est de la France
- Le parc de Deux Synthe, dans le nord de la France